# 武康路376号住宅

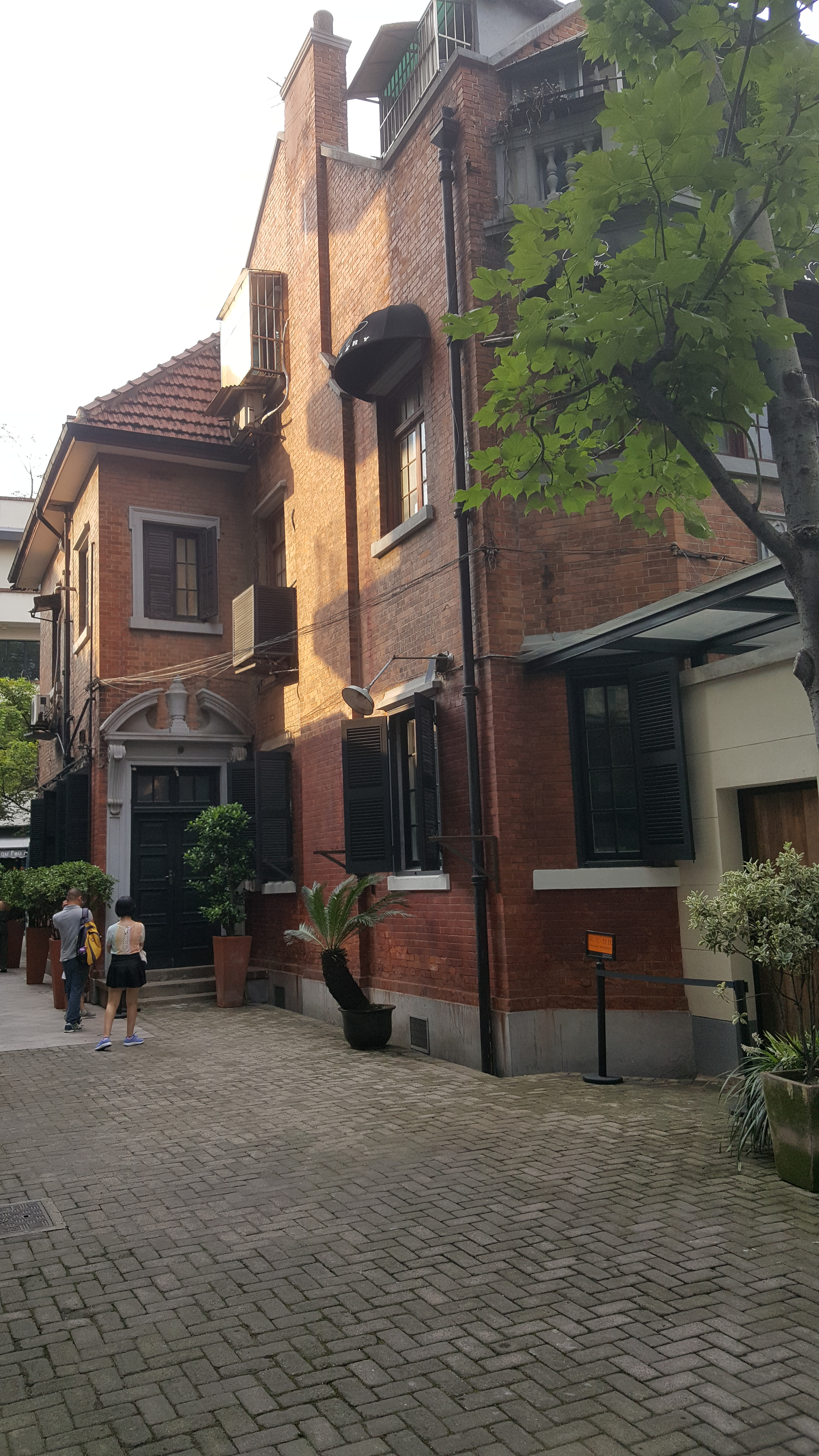
武康路376号住宅

武康路376号住宅是中国上海的一处历史建筑，位于今徐汇区武康路376号（近泰安路口）。该建筑建于1930年代，2层建筑。
2015年，武康路376号住宅被列为第五批上海市优秀历史建筑，编号XH-J-018-V。